# Colonel général
Pour les articles homonymes, voir Colonel (homonymie) et Général (homonymie).
Le grade de colonel général est un grade spécifique pour un général dans plusieurs armées.

## Allemagne
Le grade de Generaloberst était, jusqu'en 1945, le plus haut grade de général en Allemagne, situé après celui de Generalfeldmarschall.
Dans la République démocratique allemande, qui était alors membre du pacte de Varsovie, ce grade correspondait au grade russe de general-polkovnik et était le plus haut grade après ceux de Marschall der DDR et d’Armeegeneral.

## Autriche
Le grade de Generaloberst était le plus haut grade dans l'armée austro-hongroise jusqu'au démantèlement de l'Empire en 1918. Il fut par la suite utilisé par l'Autriche jusqu'en 1938, date de son annexion par l’Allemagne nazie.

## France
Le grade de colonel général est un grade qui a existé en France jusqu'en 1830.
Le régiment Colonel-Général cavalerie fut un régiment de cavalerie du Royaume de France, créé en 1635, devenu sous la Révolution le 1er régiment de cavalerie puis, à partir du Premier Empire, le 1er régiment de cuirassiers, dénomination qu'il conserva jusqu'à sa fusion dans le 1er-11e régiment de cuirassiers en 1999.

## Pacte de Varsovie, Union soviétique puis Russie
Les pays du pacte de Varsovie ont calqué leur grades sur ceux de l'Union soviétique, afin d'avoir une structure commune de commandement.
En Union soviétique puis en fédération de Russie, le grade de colonel-général (Гєнерал-полковник, general-polkovnik) est le troisième grade le plus élevé dans la hiérarchie militaire, situé après les grades de maréchal de la fédération de Russie et de général d'armée, et au-dessus du grade de lieutenant-général ; il a donné les grades suivants au sein des pays du pacte de Varsovie jusqu'en 1991 :
- vezérezredes en Hongrie,
- generálplukovník en Tchécoslovaquie.

Insignes du grade russe de colonel-général
Insigne de colonel-général (uniforme de service de l'Armée de terre).
Insigne de colonel-général (uniforme de terrain de l'Armée de terre).
Insigne de colonel-général (uniforme de service de l'Armée de l'air).